# Хосе Фелікс Фуенмайор
Хосе Фелікс Фуенмайор Паласіо (Барранкілья, 1885 — Баранкілья, 1966) — колумбійський письменник, поет, журналіст і політик. Він був одним із членів-засновників Barranquilla Group, до якої входили інтелектуали, митці та особистості, такі як Альваро Сепеда Самудіо, Рамон Віньєс, Алехандро Обрегон, Орландо Рівера «Фігуріта», Гектор Рохас Херазо, Хуліо Маріо Санто Домінго, Герман Варгас, Альфонсо Фуенмайор і Габріель Гарсіа Маркес.
Твори Хосе Фелікса Фуенмайора перекладено англійською, французькою та італійською мовами. Його вважають одним із головних відновлювачів колумбійської літератури в першій половині ХХ століття та піонером науково-фантастичної літератури в Колумбії.

## Життєпис
Він народився в Барранкільї 7 квітня 1885 року в родині Ани Ельвіри Паласіо та Хеліодоро Фуенмайора, обидва венесуельського походження. Його батько, лікар за фахом, належав до ліберальної родини, і був засуджений до в'язниці за опозицію до відроджувального режиму Консервативної партії.
Фуенмайор вивчав системи бухгалтерського обліку та став бухгалтером за фахом. Його використовували в різних комерційних установах; як державний чиновник був департаментським контролером; депутатом департаментської Асамблеї департаменту Атлантика (1919—1921) і кілька разів був муніципальним директором Ліберальної партії.

## Дослідження
Після навчання в початковій школі в школі Біффі в Барранкільї Хосе Фелікс Фуенмайор розпочав навчання у Боготі в 1904 році в Ліцео Меркантіль або Колегіо де Рамірес, закладі, заснованому інженером Мануелем Антоніо Руеда Харою. Наприкінці навчання Фуенмайор отримав ступінь бакалавра комерції і з цим титулом поїхав до Барранкільї, щоб працювати бухгалтером.

## Творчість
Серед його творів — збірка віршів Музи тропіків (1910); роман Косме (1927); Сумна пригода чотирнадцяти мудреців (1928), фантастична повість, яка вважається першим твором колумбійської наукової фантастики; і Смерть на вулиці (1967), робота, опублікована посмертно, яку також редагували Колумбійський інститут культури, Editorial Sudamericana в Буенос-Айресі та Casa de las Américas в Гавані, Куба.
Важливість Фуенмайора в колумбійському літературному контексті спочатку не визнавалася. Наприклад, Історія колумбійської літератури (1940) салезіанського священика Хосе Хоакіна Ортеги не згадує про це; і Еволюція роману в Колумбії (1975), Антоніо Курсо Альтамара, лише згадує Фуенмайора в бібліографічному записі. Лише після латиноамериканського літературного буму та завдяки Жаку Жіляру, Раймонду Вільямсу, Анхелю Рамі та іншим іноземним критикам; Густаво Беллу Лемусу і Хуліо Нуньєс Мадачі серед колумбійців; ім'я Фуенмайора стало обов'язковим призначенням для розуміння колумбійського літературного феномену. Тоді його ім'я залишилося разом із такими письменниками, як аргентинці Македоніо Фернандес і Роберто Арльт, мексиканці Хуліо Торрі та Гілберто Оуен, венесуелець Хуліо Гармендіа та еквадорець Пабло Паласіо.

### Косме
З його творів найбільш видатним і дослідженим є роман Косме. Вважається критиком і політиком Густаво Беллом Лемусом першим колумбійським міським романом, він розповідає про життя юного Косме. Викладений з уявною простотою, текст є гарним свідченням змін у суспільстві, яке вступає в прискорену модернізацію, що супроводжується великою транстекстуальністю пікарської мови, теорій Фройда, греко-римської літератури та ініціаційних романів.
Дія п'єси розгортається в неназваному місті, під яким сприймається Барранкілья на початку ХХ століття, чиє становище зробило її великим привілейованим отримувачем товарів, іммігрантів, іноземних компаній і культурних продуктів, що сприяло її розвитку та модернізації. Роман вийшов у Боготі в 1927 році, але він не мав такого сприйняття, як Вир Хосе Еустазіо Рівери та Пакс Лоренцо Маррокіна, ймовірно, через очікування та смаки публіки того часу в переважно аграрній країні.

### Вплив
Варто відзначити вплив Фуенмайора на значно молодших письменників із групи Баранкілья, особливо на Габрієля Гарсіа Маркеса та Альваро Сепеда Самудіо, які дійшли настільки далеко, що стверджували: «Ми всі походимо від старого Фуенмайора».
Джон Брашвуд, порівнюючи роботи Фуенмайора з роботами Габріеля Гарсіа Маркеса, підтвердив, що найпомітнішою характеристикою обох є поєднання тематичного регіоналізму та наративної винахідливості, поєднання, яке широко визнано та викликає захоплення у творчості Габріеля Гарсіа Маркеса. У свою чергу колумбійський нобелівський лауреат порівняв техніку написання оповідань Фуенмайора з технікою Хуана Рульфо. На його думку, обидва мають спільний унікальний спосіб розповідати будь-що, усне чи письмове, з природністю, яка не мала нічого спільного з натуралізмом, і тому мала щось надприродне.

### Журналістика
Фуенмайор заснував і був директором газети Barranquilla El Liberal, працював у журналах Mundial і La Semana Ilustrada, а також писав колонки для газети El Comercio.